# 普雷托罗
普雷托罗（義大利語：Pretoro），是意大利基耶蒂省的一个市镇。总面积26平方公里，人口1028人，人口密度39.5人/平方公里（2009年）。ISTAT代码为069069。